# Jongerenorganisatie
Een jongerenorganisatie is gericht op jongeren en op de belangen van jongeren, meestal op een specifiek terrein. Uitgangspunt daarbij is vaak dat jongeren andere belangen hebben dan ouderen. Onder jongeren worden over het algemeen personen verstaan met een leeftijd onder de 30 jaar, hoewel daar geen vaste en/of algemeen aanvaarde grens voor bestaat; verschillende organisaties hanteren verschillende leeftijdsgrenzen.

## Doelstellingen en structuur
De doelstellingen van jongerenorganisaties lopen ver uiteen. Sommige hebben als doelstelling alleen het organiseren van activiteiten en zijn vooral gezelligheidsverenigingen. Andere jongerenorganisaties proberen bijvoorbeeld op de lokale of landelijke politiek invloed uit te oefenen en zo de belangen van hun achterban te behartigen.

Ook de opzet van jongerenorganisaties kunnen aanzienlijk verschillen. Sommige jongerenorganisaties zijn ook door jongeren opgezet, vaak betreft het ook een afdeling van een overkoepelende organisatie, zoals dat onder meer het geval is bij de Communistische Jongeren Beweging. Veel jongerenorganisaties zijn onderdeel van of gerelateerd aan een grotere maatschappelijke organisatie zoals een vakbond of een politieke partij.

## Verschillende soorten jongerenorganisaties
Jongerenorganisaties richten zich veelal op jongeren met een gelijkluidende achtergrond, overtuiging of interesse.
- Sommige jongerenorganisaties richten zich op jongeren met eenzelfde achtergrond: 
  - Studentenverenigingen richten zich op studenten.
  - Jongerenorganisaties voor gehandicapten richten zich op jongeren met een (bepaalde) handicap.
  - Bij lokale jongerenorganisaties speelt een geografische onderverdeling vaak mee, zoals bij de Katholieke Plattelands Jongeren of op heel lokaal niveau.
- Ook zijn er landelijke jongerenorganisaties die opkomen voor studenten. Voorbeelden daarvan zijn Jongeren Organisatie Beroepsonderwijs (JOB), het Interstedelijk Studenten Overleg (ISO) en de Landelijke Studentenvakbond (LSVb).
- Veel grote en landelijk actieve jongerenorganisaties hebben zich verenigd in de Nationale Jeugdraad (NJR). Deze koepelorganisatie zet zich in voor de positie van alle jongeren in Nederland.
- Daarnaast is er ook het Landelijk Aktie Komitee Scholieren (LAKS). De jongerenorganisatie die voornamelijk binnen het onderwijs maar ook daarbuiten alle één miljoen scholieren uit het voorgezet onderwijs vertegenwoordigd.
- Andere jongerenorganisaties richten zich op jongeren met eenzelfde overtuiging:
  - Politieke jongerenorganisaties richten zich op jongeren met eenzelfde politieke overtuiging en zijn vaak gelieerd aan een politieke partij.
  - Geestelijke jongerenorganaties richten zich op jongeren met eenzelfde levensovertuiging.
- Ten slotte bestaan er jongerenorganisaties die zich richten op jongeren met eenzelfde interesse zoals  de Nederlandse Esperanto-Jongeren en het Frysk Ynternasjonaal Kontakt.